# Wey (марка)
Wey («Вэй») — автомобильная марка, принадлежащая китайскому автопроизводителю Great Wall Motor. Запущенный в 2016 году бренд сосредоточился на кроссоверах и внедорожниках премиум-класса на базе моделей Haval.

## Этимология
Название Wey происходит от фамилии председателя Great Wall Motor Вэй Цзяньцзюня, которая произносится так же.

## Модельный ряд
- Wey Latte, компактный кроссовер, выпущенный в 2021 году на замену VV6.
- Wey Mocha, среднеразмерный кроссовер, выпущенный в 2021 году на замену VV7[4].
- Wey Macchiato, компактный кроссовер, выпущенный в 2021 году на замену VV5.
- Wey Lanshan/Blue Mountain, полноразмерный кроссовер, выпущенный в 2023 году.
- Wey Gaoshan, минивэн, будет выпущен в 2023 году.
- Wey Yuanming, компактный кроссовер, будет выпущен в 2024 году.

### Снято с производства
- Wey P8, среднеразмерный кроссовер (2018–2020)
- Wey Tank 300, компактный внедорожник, выпущенный в 2020 году и ставший частью бренда Tank, стал его первой моделью[5].
- Wey VV5, компактный кроссовер, выпущенный в конце 2017 года (2017—2021).
- Wey VV6, компактный кроссовер размером между VV7 и VV5, выпущенный в 2018 году (2018—2021)[6].
- Wey VV7 и VV7 GT, среднеразмерный кроссовер, выпущенный в начале 2017 года (2017—2021)[7].

## Галерея

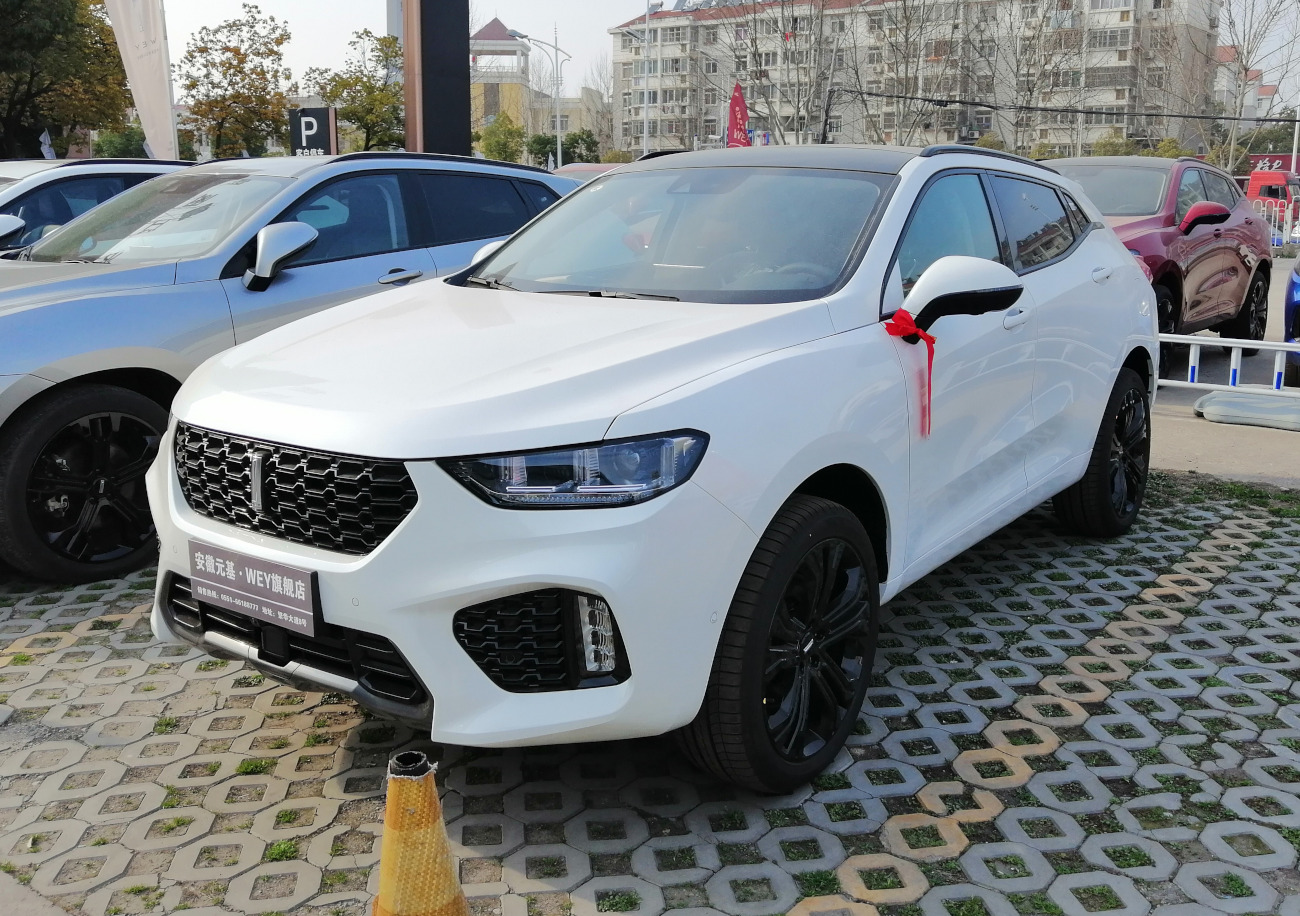
Wey VV5
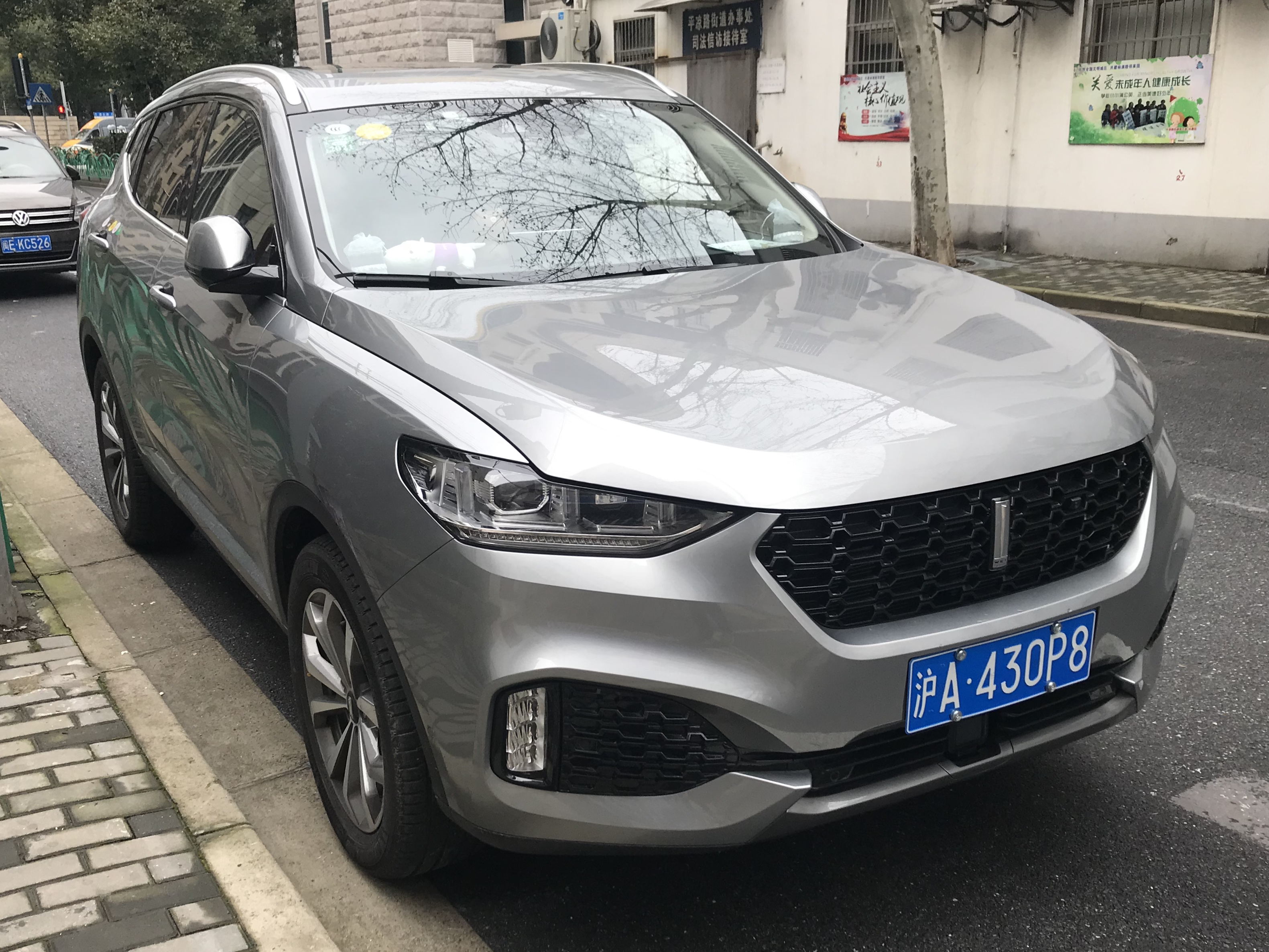
Wey VV6
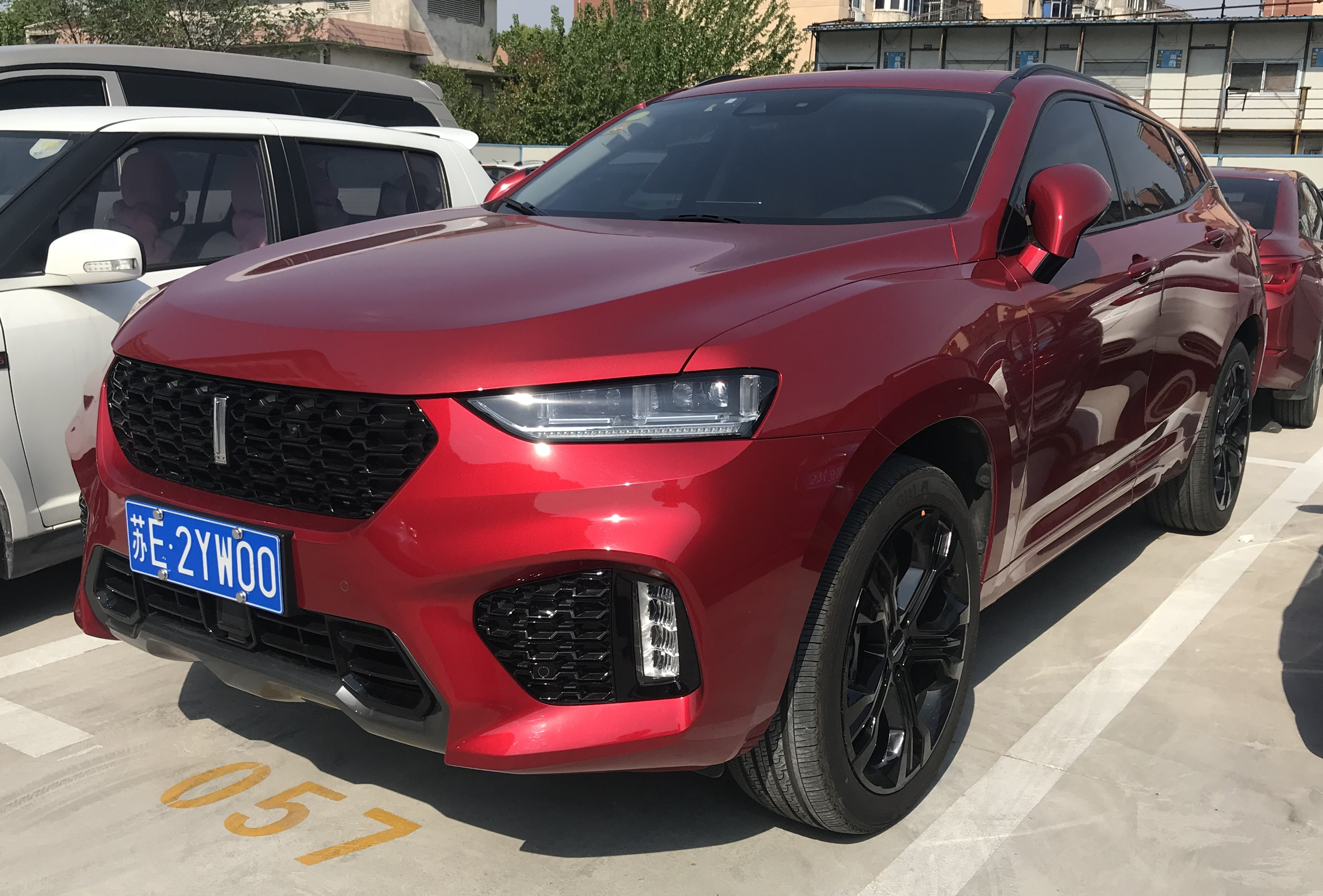
Wey VV7
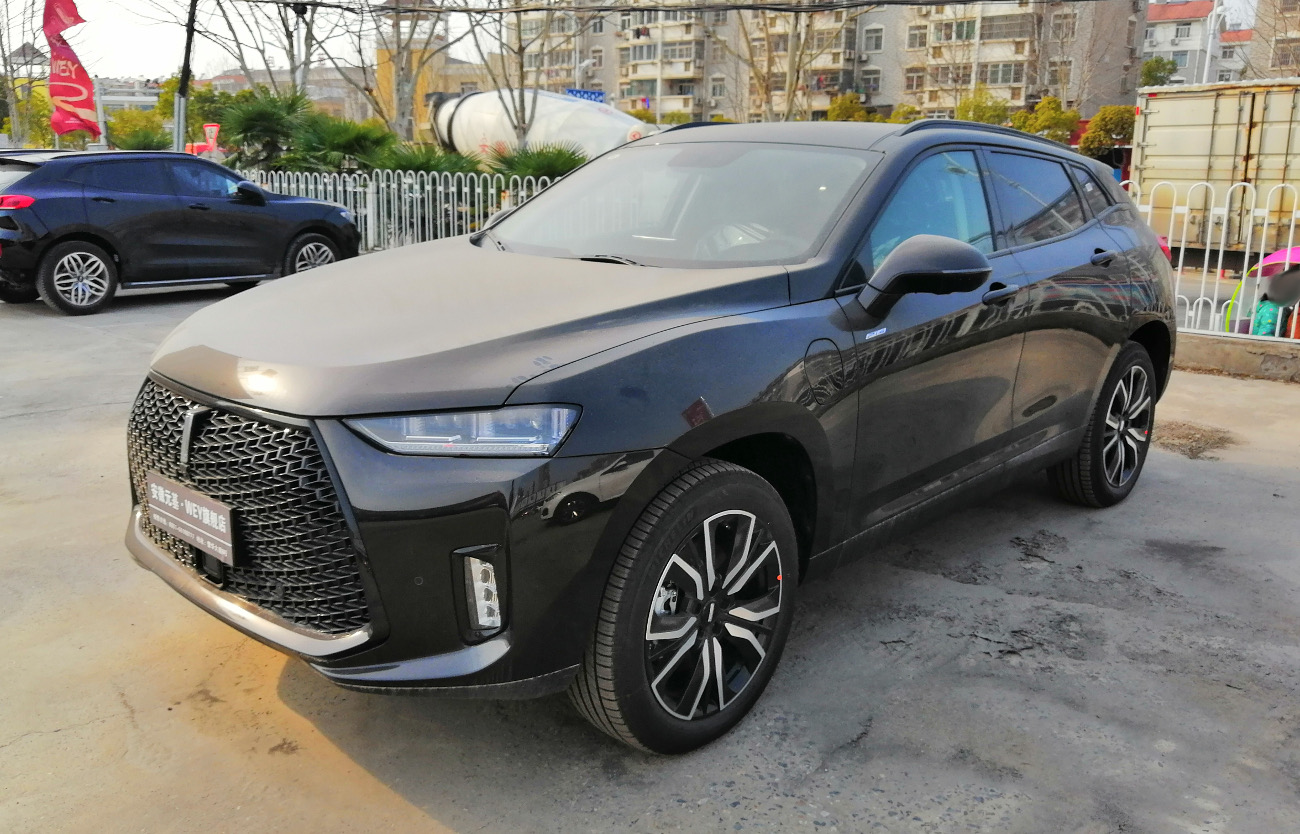
Wey P8
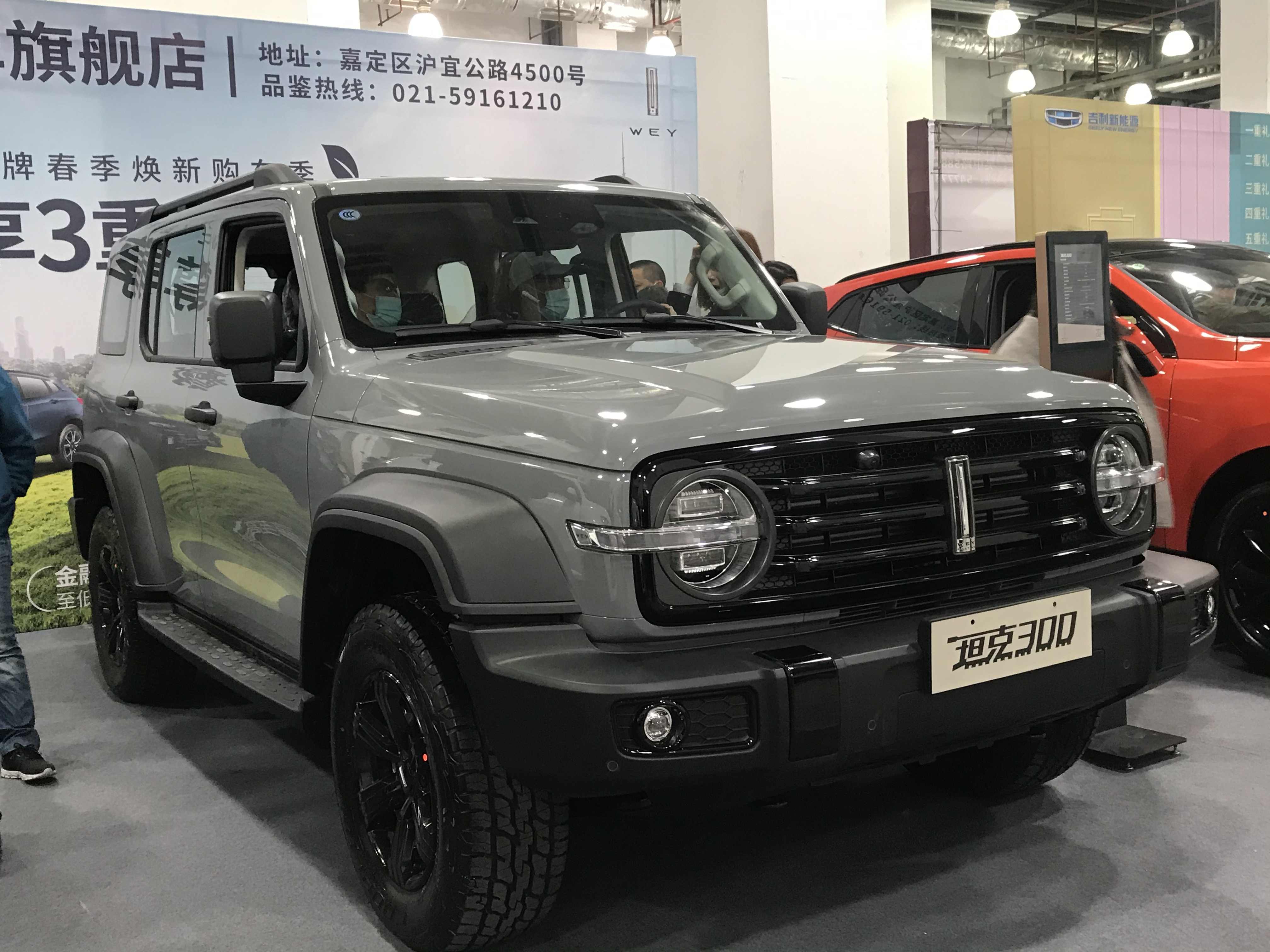
Wey Tank 300
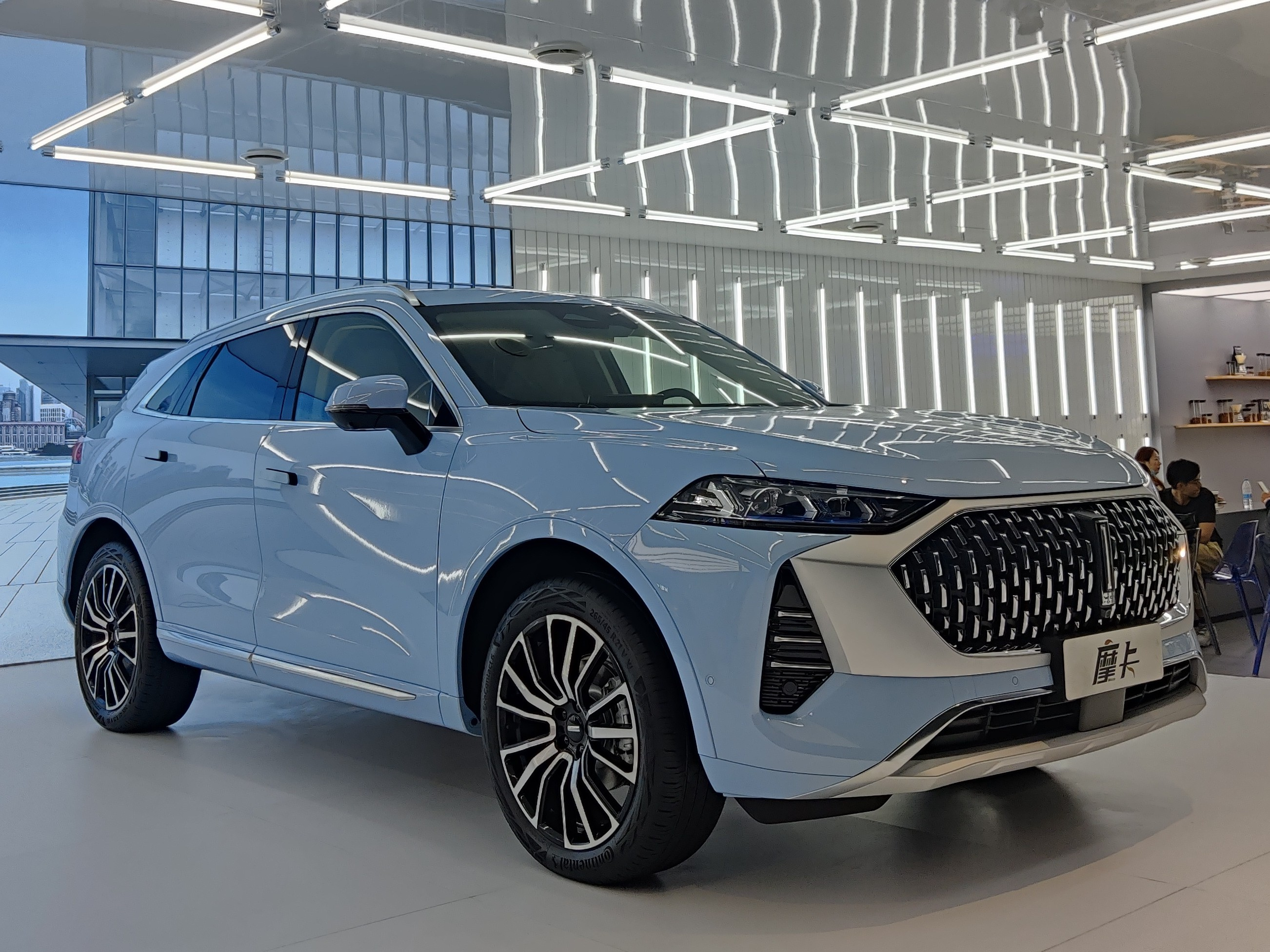
Wey Mocha
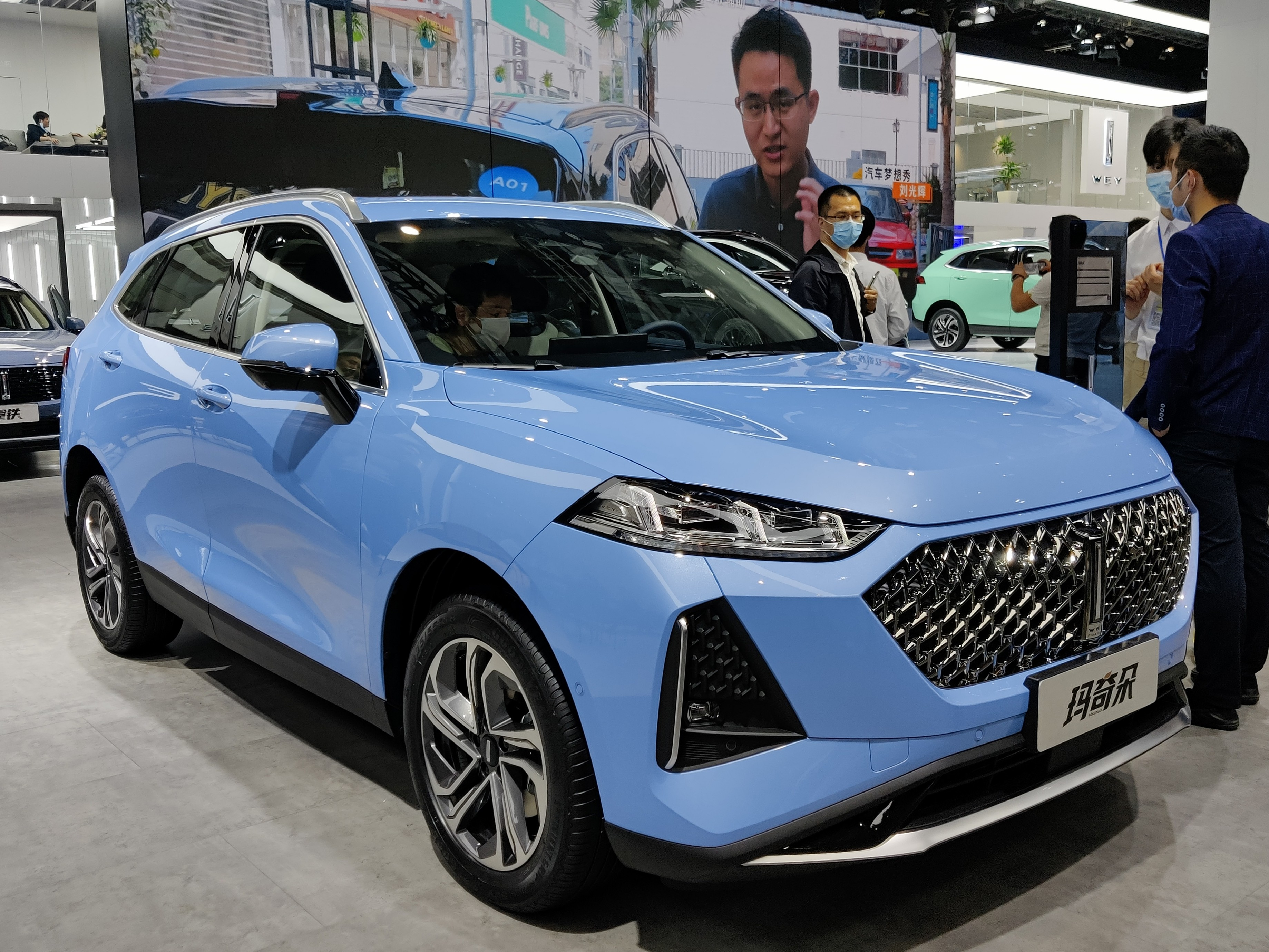
Wey Macchiato
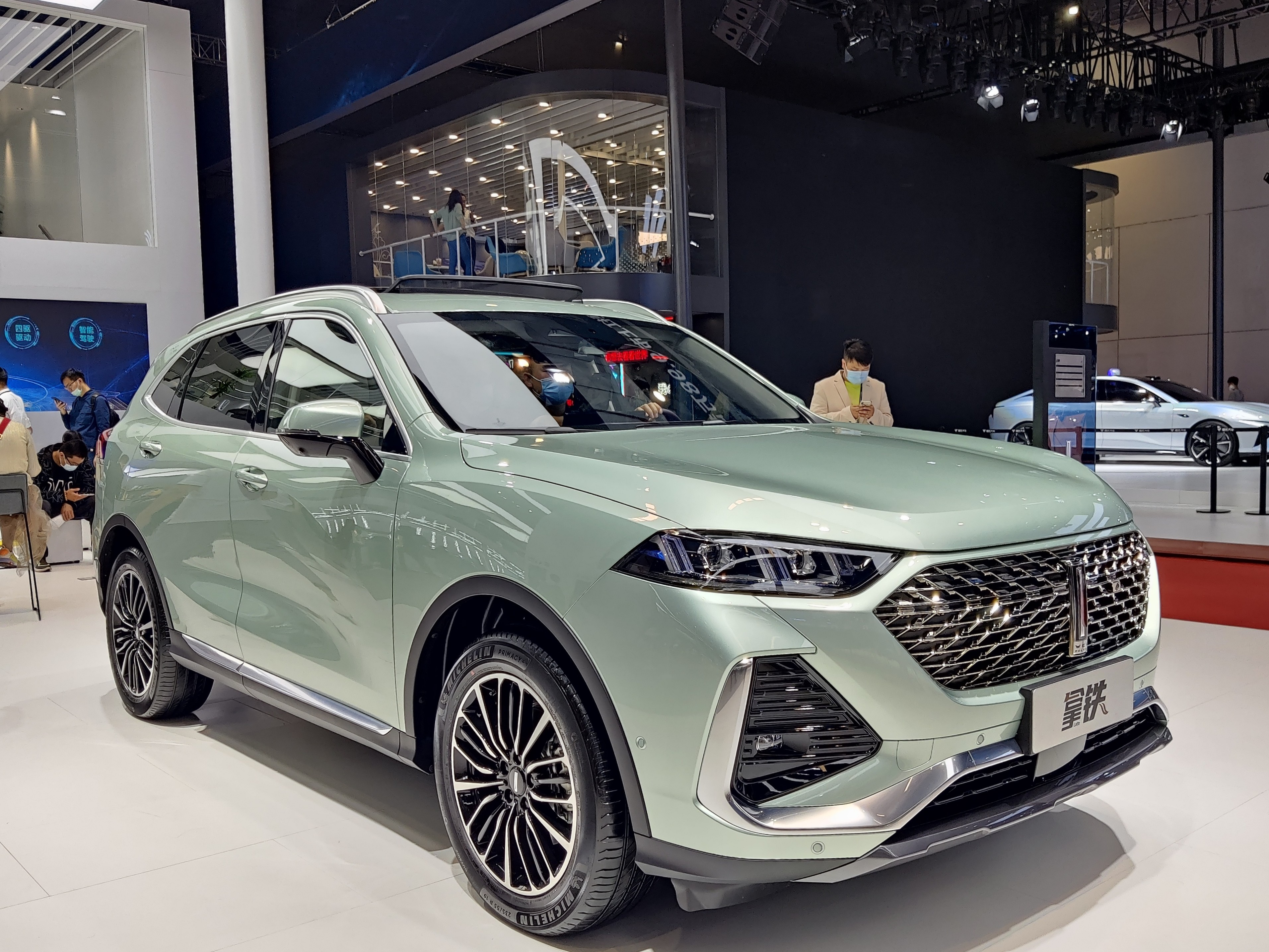
Wey Latte
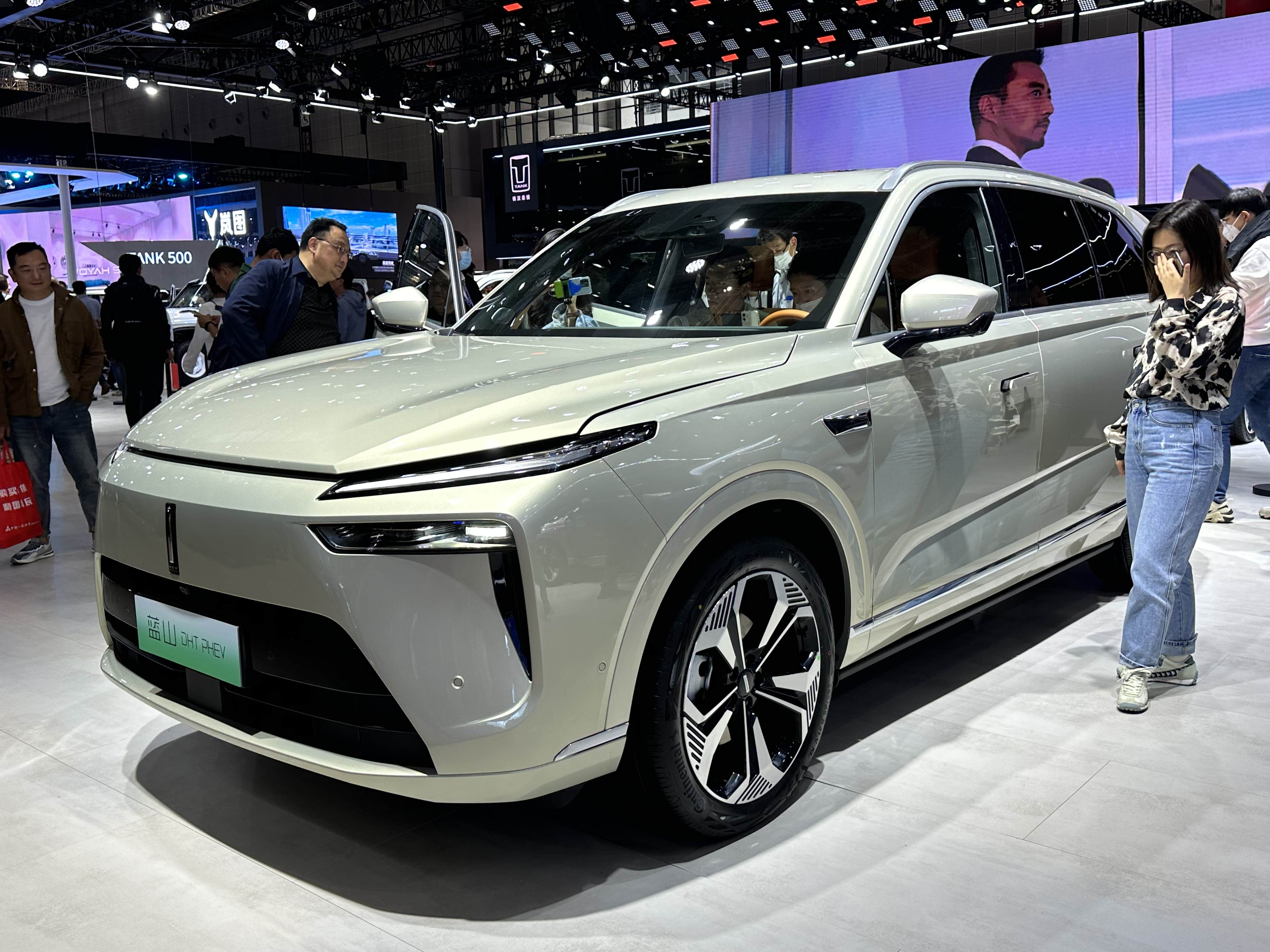
Wey Blue Mountain
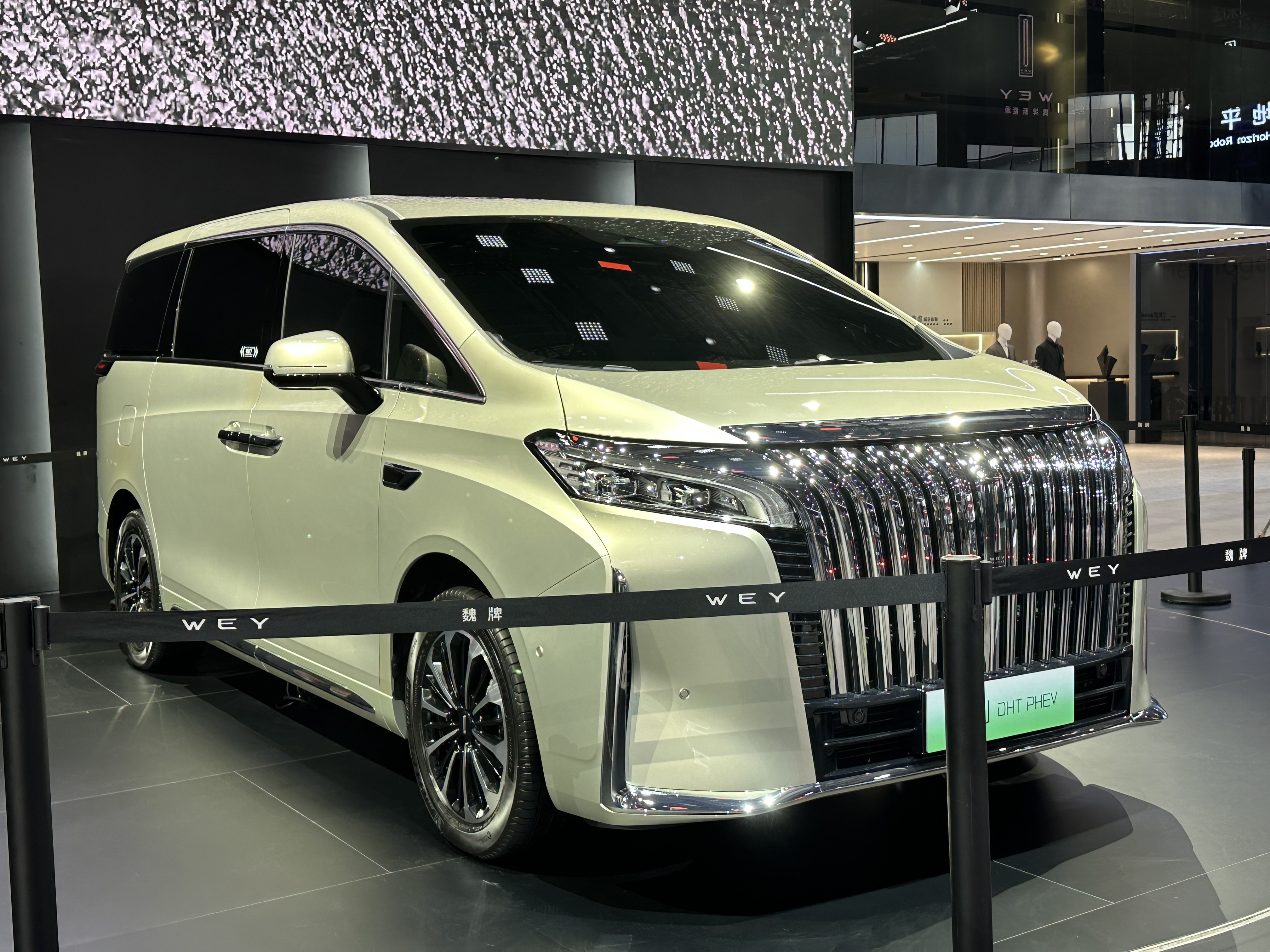
Wey Gaoshan